# 燕攻略
燕・代攻略戦（えん・だいこうりゃくせん）は、秦が燕と代を滅ぼした戦い。

## 秦王政の暗殺未遂

### 背景
燕は弱小な国であった。太子丹はかつて人質として趙の邯鄲で過ごし、同じ境遇の政と親しかった。政が秦王になると、丹は秦の人質となり12年間、咸陽に住んだ。このころ、彼に対する秦の扱いは礼に欠けたものになっていた。『燕丹子』という書によると、帰国の希望を述べた丹に秦王政は「烏の頭が白くなり、馬に角が生えたら返そう」と言った。ありえないことに丹が嘆息すると、白い頭の烏と角が生えた馬が現れた。やむなく秦王政は帰国を許したという。丹は秦に対し深い恨みを抱くようになった。
両国の間にあった趙が滅ぶと、秦は幾度となく燕を攻め、燕は武力では太刀打ちできなかった。丹は非常の手段である暗殺計画を練り、荊軻という刺客に白羽の矢を立てた。

### 荊軻
荊軻は衛の人であった。読書と剣術を好んで修行、日々酒を酌み交わし、若くして諸国を放浪して遊説術を学んでいた。
荊軻は、諸国の旅から衛に帰国した後に官僚を志して、衛の君主である元君に謁見し、旅で学んだ遊説術に基づいた国家議論を大いに述べたが、元君は全く聞き容れなかった。こうして荊軻は挫折しそれ以来遊侠に身を投じた。ある時に剣術論のことで智蓋聶（ち こうじょう）という者と言い争って喧嘩になりかけたが、智蓋聶が荊軻を睨むと荊軻はすぐに退散した。また邯鄲を訪れたとき、六博の規定をめぐって魯句践（ろ こうせん）という者と喧嘩になりかけたが、魯句践が凄んで荊軻に対して大声を出すと荊軻はすぐに退散した。こうして荊軻は臆病者と笑われたが、荊軻はいたずらに些細な事で命を落とす危険を冒すことはしなかった。
その後、燕に入り、一人の狗殺人と高漸離という筑（ちく、弦楽器の一種）を良く奏でる者と親しくつきあった。燕の市に行っては酒を飲み酔いしれ、高漸離の筑の伴奏で市中で歌い楽しみ、やがては泣き始めるという有様は、あたかも周りに誰も存在しないかのようであった（傍若無人）。酒飲みとつきあう状況でも荊軻は読書を好み、各地の賢人や豪傑・有徳者たちと相結び、やがて当地の実力者の田光に賓客として遇された。

### 刺客
政に対して刺客を送ることを考えた丹は田光に相談し、田光は荊軻を推挙した。丹が帰る時に「この事はご内密に」と言ったことで、田光は荊軻に話を告げた後で「太子に疑念を持たせたのは私の不徳の為すところだ」と自ら首をはねた。
刺客の依頼を受けた荊軻は、用心深い政に謁見するための策を考えた。その策とは、一つが、燕でも最も肥沃な土地である督亢（とくごう、現在の河北省保定市涿州市・高碑店市）を差し出すこと。もう一つが、もとは秦の将軍で、政が提案した軍の少数精鋭化に対し諫めたために政の怒りに触れ一族を処刑され、燕へ逃亡してきていた樊於期（はん おき）の首を差し出すこと。
これをすれば政も喜んで荊軻に会うだろうと丹に提案するが、丹は領地割譲はともかく、自分たちを頼って逃げてきた人間を殺すことはできないと断った。彼の苦悩をおもんぱかった荊軻は直接、樊於期に会い「褒美のかかっているあなたの首を手土産に、私が秦王にうまく近づき殺すことができたならば、きっと無念も恥もそそぐことができるでしょう」と頼んだところ、樊於期は復讐のためにこれを承知して自刎し、己の首を荊軻に与えた。
丹は暗殺に使うための鋭い匕首を天下に求め、遂に古代中国の越国にいた伝説的な刀匠徐夫人の匕首を百金を出して手に入れた。この匕首に毒で焼きを入れさせ死刑囚で試し斬りを行なったところ、斬られて死なぬ者はいなかった。

### 旅立ち
紀元前227年、丹は刺客の相棒として秦舞陽（しん ぶよう）と言う者を荊軻に付けようとした。秦舞陽は13歳で人を殺し、壮士として有名であったが、荊軻は秦舞陽のことを頼りにならぬ若造だと見抜き、遠くに住む旧友を同行者に加えようと待機していた。しかし丹が荊軻の出発をたびたび急かし、怖気づいたのではないかと疑いはじめたため、荊軻は仕方なく秦舞陽を連れて出発することに決めた。
やがて出発の日が訪れる。丹をはじめ、事情を知る見送りの者は全て喪服とされる白装束を纏い、易水（えきすい、黄河の北を流れる）のほとりまで荊軻たちにつき従った。彼らは全て涙を流し、荊軻の親友の高漸離は筑を奏でて見送った。この時に荊軻が生還を期さない覚悟を詠んだ
「風蕭々（しょうしょう）として易水寒し。壮士ひとたび去って復（ま）た還（かえ）らず　風蕭蕭兮易水寒　壮士一去兮不復還　」
という詩句は、史記の中で最も有名な場面の一つされる。
これを聴いた士たちは、だれもが感情の昂ぶりの余りに凄まじい形相となった。そして荊軻は車に乗って去り、ついに後ろを振り向くことは無かった。

### 暗殺未遂

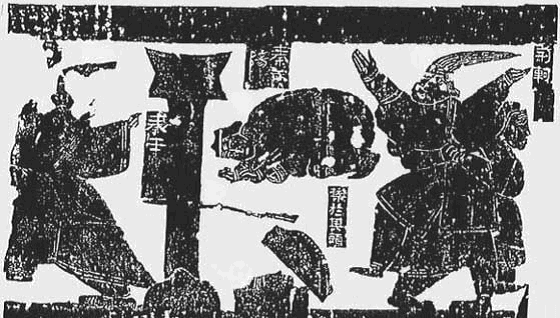
逃げる秦王政（左）と襲いかかる荊軻（右）。中央上に伏せる者は秦舞陽、下は樊於期の首。武氏祠石室。

秦王政20年（前227年）、荊軻は秦舞陽を供に連れ、督亢（とくごう）の地図と秦の裏切り者の樊於期の首を携えて秦王政への謁見に臨んだ。秦舞陽は手にした地図の箱を差し出そうとしたが、恐れおののき秦王になかなか近づけなかった。荊軻は、「供は天子の威光を前に目を向けられないのです」と言いつつ進み出て、地図と首が入る二つの箱を持ち進み出た。受け取った秦王政が巻物の地図をひもとくと、中に隠していた匕首が最後に現れ、荊軻はそれをひったくり秦王政へ襲いかかった。秦王政は身をかわし逃げ惑ったが、護身用の長剣を抜くのに手間取った。宮殿の官僚たちは武器所持を、近衛兵は許可なく殿上に登ることを秦の「法」によって厳しく禁じられ、大声を出すほかなかった。しかし、従医の夏無且が投げた薬袋が荊軻に当たり、剣を背負うよう叫ぶ臣下の言に秦王政はやっと剣を手にし、荊軻を斬り伏せた。二人のいつわりの使者は処刑された。

## 攻略戦
紀元前227年、秦王政は激怒し、王翦と辛勝を将軍とし、燕を攻めさせた。燕は趙の亡命国家代と連合し、これを迎え撃った。秦軍は易水の西で連合軍を破った。
紀元前226年、王賁は燕の首都薊を攻めた。王賁はさらに兵力を増して王翦の軍と合流し、太子丹率いる燕軍を破り、薊を落とした。『史記・秦始皇本紀』では、薊が陥落した時に太子丹は討ち取られたとされている。
『史記・刺客列伝』では、燕王喜と太子丹は精鋭軍を率いて遼東の襄平へ逃れたとされている。秦将李信は奮迅の勢いで追撃し、太子丹は衍水に身を隠して難を逃れた。一方、『史記・白起王翦列伝』では、李信は数千の兵を率いて燕軍を破り、衍水で太子丹を捕らえたとされている。
『史記・刺客列伝』によると、遼東に逃げ延びた燕王喜は、代王嘉の「太子丹の首を秦王に献じれば和平がかなう」といった内容の書簡に従い、使者を送って衍水に潜んでいた太子丹を斬首し、秦に差し出した。秦は魏と楚に対処するために攻勢を停止した。
紀元前222年、王賁は遼東を攻め、燕軍を破って燕王喜を捕らえ、燕を滅ぼした。また、この年に王賁は代軍を破って代王嘉を捕らえ、代を滅ぼした。秦は燕の国土に、上谷郡・漁陽郡・右北平郡・遼西郡・遼東郡を置いた。